# Semerdżiewo
Semerdżiewo (bułg. Семерджиево) – wieś w Bułgarii, w obwodzie Ruse, w gminie Ruse. Leży na Nizinie Naddunajskiej, ok. 23 km na południowy wschód od miasta Ruse. Według danych szacunkowych Ujednoliconego Systemu Ewidencji Ludności oraz Usług Administracyjnych dla Ludności, 15 grudnia 2018 roku miejscowość liczyła 1126 mieszkańców.
W Semerdżiewie znajdują się pozostałości osady z epoki brązu. Wieś była wzmiankowana w 1694 roku w tureckich dokumentach.
Do najstarszego zabytku wsi zalicza się meczet pochodzący z końca XVII wieku. Kolejnym zabytkiem jest cerkiew wybudowana w 1911 roku. Miejscowość posiada trzy parki.
Znajduje się tutaj przedszkole, a także szkoła ogólnokształcąca imienia Cyryla i Metodego.